# Daniel Dae Kim
Daniel Dae Kim   (Busan, 4 d'agost de 1968) és un actor estatunidenc d'origen coreà. És conegut per interpretar a Jin Kwon a la sèrie de televisió Lost i pels seus nombrosos papers en televisió i teatre. El 2025, la revista Time el va incloure entre les 100 persones més influents del món.

## Biografia
Kim va néixer a Busan (Corea del Sud)  fill de mare Jung Kim i pare Doo-tae Kim. Es va traslladar als Estats Units amb la seva família quan tenia un any i va créixer a la ciutat de Nova York, i a Easton i Bethlehem, Pennsilvània. Es va graduar a la Freedom High School de Bethlehem, a la regió de Lehigh Valley, a l'est de Pennsilvània.
El 1990, Kim es va graduar al Haverford College de Haverford, Pennsilvània, amb una doble llicenciatura en teatre i ciències polítiques. Mentre estudiava a Haverford, va passar el semestre de primavera de 1989 estudiant al National Theater Institute del Eugene O'Neill Theater Center. Més tard va obtenir un màster en belles arts del programa de postgrau d'interpretació de la Universitat de Nova York el 1996.

## Carrera
Després de graduar-se, Kim es va fer un nom interpretant nombrosos papers en una àmplia varietat de programes de televisió. Va aparèixer a CSI: Crime Scene Investigation com a agent del tresor, així com en episodis de Star Trek: Voyager, Star Trek: Enterprise, Charmed, The Shield, Seinfeld, NYPD Blue i ER. Va ser un habitual a la sèrie derivada de Babylon 5, que va tenir papers de curta durada, Crusade, i va tenir papers recurrents a Angel i 24. També va interpretar el Dr. Tsi Chou en una minisèrie del 2008 basada en l'aclamada novel·la de Michael Crichton The Andromeda Strain.
Els crèdits cinematogràfics de Kim inclouen un monjo Shaolin a American Shaolin (1992), que li va permetre demostrar les seves habilitats en taekwondo . Després va venir un petit paper a Spider-Man 2 (2004) com a científic que treballava al laboratori del Doctor Octavius, i el drama Crash (2004). També va tenir papers menors en pel·lícules com ara The Jackal (1997), For Love of the Game (1999), Hulk (2003) i The Cave (2005).
Abans de ser triat pel personatge de Jin Kwon a Lost, era conegut pels seus recurrents papers en el gènere de ciència-ficció i fantasia. Encara que el seu personatge a Lost parla principalment en coreà i gairebé no té l'habilitat per a parlar anglès, en realitat és la primera llengua de Daniel i no parla el coreà amb fluïdesa. Ha estat vist a Angel, 24, Star Trek: Voyager, Star Trek: Enterprise, Crusade, CSI: Crime Scene Investigation i altres programes. Ha fet aparicions especials a Seinfeld, NYPD Blue i ER. També ha aparegut a Spider-Man 2.
El febrer de 2010, poc després de la conclusió de Lost, es va anunciar que Kim s'uniria al reinici de la CBS, Hawaii Five-0, com a Chin Ho Kelly, originalment interpretat per Kam Fong. Va ser el primer actor a ser escollit oficialment per a la sèrie. Aquella sèrie es va estrenar el 20 de setembre de 2010, amb bones audiències i una sòlida aclamació de la crítica.

## Filmografia

### Cinema
| Any  | Títol                           | Personatge                         | Notes                         |
| ---- | ------------------------------- | ---------------------------------- | ----------------------------- |
| 1992 | American Shaolin                | Gao Yun                            |                               |
| 1997 | Addicted to Love                | Assistent de subgrau               |                               |
| 1997 | The Jackal                      | Akashi, franctirador de la Marina  |                               |
| 1997 | Space Retro                     | Teddy                              |                               |
| 1999 | For Love of the Game            | ER Doctor                          |                               |
| 2001 | 15 minuts                       | Extra de Restaurant                |                               |
| 2001 | Looking for Bobby D             | Timmy                              | Curt                          |
| 2001 | Nate The Animals                | Kuong                              |                               |
| 2002 | Superman Must Die               | Bradley                            |                               |
| 2003 | Cradle 2 the Grave              | Expert visitant                    |                               |
| 2003 | Hulk                            | Ajudant                            |                               |
| 2003 | Ride or Die / Hustle and Heat   | Miyako, conductor d'Honda Civic #3 | Directe-a-vídeo               |
| 2003 | Sense                           | Lakorn                             |                               |
| 2004 | Spider-Man 2                    | Raymond                            |                               |
| 2004 | Crash                           | Park                               |                               |
| 2005 | The Cave                        | Alex Kim                           |                               |
| 2008 | The Onion Movie                 | Rich Ivy-League Fraternity Brother | Segment: "How to Host a Rape" |
| 2011 | Sorra                           | Taiga Mori / White Samurai         |                               |
| 2013 | Linsanity                       | Narrador                           | Documental                    |
| 2015 | Ktown Cowboys                   | David                              |                               |
| 2015 | The Divergent Series: Insurgent | Jack Kang, el líder de Veritat     |                               |
| 2016 | The Divergent Series: Allegiant | Jack Kang, el líder de Veritat     |                               |
| 2018 | Mirai                           | L'home jove                        | Veu. Doblatge en anglès       |
| 2019 | Hellboy                         | Ben Daimio                         |                               |
| 2019 | Always Be My Maybe              | Brandon Choi                       |                               |
| 2020 | Blast Beat                      | Dr Michael Onitsuka                |                               |
| 2021 | Raya i l'últim drac             | Benja                              | Veu                           |
| 2021 | Stowaway                        | David Kim 1                        |                               |

### Televisió
| Any       | Títol                                  | Personatge                           | Notes                                                            |
| --------- | -------------------------------------- | ------------------------------------ | ---------------------------------------------------------------- |
| 1992–1993 | Unsolved Mysteries                     | Cunyat de Su-Ya                      | Recurrent. 2 Episodis                                            |
| 1994      | Law & Order                            | Harry Watanabe                       | Episodi: "Golden Years"                                          |
| 1994      | All-American Girl                      | Stan                                 | Episodi: "Ratting on Ruthie"                                     |
| 1995      | All My Children                        | Dr. Kim                              |                                                                  |
| 1997      | Pacific Palisades                      | Advocat de Kate                      | Episodi: "Sweet Revenge"                                         |
| 1997      | Night Man                              | Roland Yates                         | Episodi: "Pilot: Part 1"                                         |
| 1997      | Beverly Hills, 90210                   | Dr. Sturla                           | Recurrent. Episodis: "Forgive and Forget" i "The Way We Weren't" |
| 1997      | NYPD Blue                              | Simon Lee                            | Episodi: "It Takes a Village"                                    |
| 1998      | The Pretender                          | Lenny Duc                            | Episodi: "Collateral Damage"                                     |
| 1998      | Seinfeld                               | Estudiant No. 1                      | Episodi: "The Burning"                                           |
| 1998      | Brave New World                        | Ingram                               | Pel·lícula de televisió                                          |
| 1998      | Ally McBeal                            | Oficial de policia                   | Episodi: "The Immates"                                           |
| 1998      | The Practice                           | Oficial testificant                  | Episodi: "Axe Murderer"                                          |
| 1998      | Party of Five                          | Ethan                                | Episodi: "Opposites Distract"                                    |
| 1998      | Fantasy Island                         | Xip Weston                           | Episodi: "Dreams"                                                |
| 1999      | Crusade                                | Tingues. John Matheson               | Principal. 13 Episodis                                           |
| 1999      | Walker, Texas Ranger                   | Kahn                                 | Episodi: "The Lynn Sisters"                                      |
| 2000      | Star Trek: Voyager                     | Astronauta Gotana-Retz               | Episodi: " Blink of an Eye "                                     |
| 2000      | Murder, She Wrote : A Story to Die For | Everett Jang                         | Pel·lícula de televisió                                          |
| 2001      | Once and Again                         | Co-treballador No. 3                 | Episodi: "Won't Someone Please Help George Bailey Tonight"       |
| 2001      | Charmed                                | Ien-ho                               | Episodi: "Enter the Demon"                                       |
| 2001      | CSI                                    | Agent especial Beckman               | Episodi: " Ellie "                                               |
| 2001–2003 | Angel                                  | Gavin Park                           | Recurrent. 12 Episodis                                           |
| 2002      | Any Day Now                            | Sr. Chung                            | Episodi: "Call Him Macaroni"                                     |
| 2003      | Momentum                               | Agent Frears                         | Pel·lícula de televisió                                          |
| 2003      | Street Time                            | Vo Nguyen                            | Episodi: "Born to Kill"                                          |
| 2003      | Miss Match                             | Clifford Kim                         | Recurrent. 4 Episodis                                            |
| 2003–2004 | 24                                     | Tom Baker                            | Recurrent. 11 Episodis                                           |
| 2003–2004 | ER                                     | Ken Sung                             | Recurrent. 4 Episodis                                            |
| 2003–2004 | Star Trek: Enterprise                  | MACO Cap Chang                       | Recurrent. Episodis: "The Xindi", "Extinction" i "Hatchery"      |
| 2004      | Without a Trace                        | Mark Hiroshi                         | Episodi: "Exposure"                                              |
| 2004      | The Shield                             | Thomas Choi                          | Episodi: "Riceburner"                                            |
| 2004–2010 | Lost                                   | Jin-Soo Kwon                         | Principal. (T 1–6) 92 Episodis                                   |
| 2006      | Avatar: The Last Airbender             | General Fong                         | Veu. Episodi: " The Avatar State "                               |
| 2006      | Justice League Unlimited               | Metron / Home xinès (Qiaoen Qiongsi) | Veu. Recurrent. Episodis: "Alive!" i "Destroyer"                 |
| 2007–2008 | Lost: Missing Pieces                   | Jin-Soo Kwon                         | Minisèrie                                                        |
| 2008      | The Andromeda Strain                   | Dr Tsi Chou                          | Minisèrie                                                        |
| 2010–2017 | Hawaii 5.0                             | Chin Ho Kelly                        | Principal. (T 1–7). 168 Episodis i Director; 1 Episodi.          |
| 2011      | GI Joe: Renegades                      | Teddy Lee                            | Veu. Episodi: "The Anomaly"                                      |
| 2012–2014 | The Legend of Korra                    | Hiroshi Sato                         | Veu. Recurrent. 7 Episodis                                       |
| 2012      | NCIS: Los Angeles                      | Chin Ho Kelly                        | Episodi: "Touch of Death"                                        |
| 2013      | Hollywood Game Night                   | Ell mateix                           | Episodi: "The One With the Friends"                              |
| 2015      | Once Upon a Time                       | Drive-Thru Employee                  | Veu. Episodi: "Darkness on the Edge of Town"                     |
| 2017      | Big Pacific                            | Narrador                             | Recurrent. Episodis                                              |
| 2017      | MacGyver                               | Chin Ho Kelly                        | Episodi: "Flashlight"                                            |
| 2019      | The Good Doctor                        | Dr Jackson Han, nou cap de cirurgia  | Recurrent. 4 Episodis. Productor executiu                        |
| 2019–2020 | She-Ra and the Princesses of Power     | King Micah                           | Veu. Principal (temporada 5)                                     |
| 2020–2021 | New Amsterdam                          | Dr Cassian Shin                      | Personatge recurrent (6 episodis), sèrie de TV NBC               |
| 2020      | Flack                                  | Gabriel Cole                         | Recurrent. (temporada 2)                                         |
| 2020      | The Casagrandes                        | Sr. Hong                             | Veu. 2 Episodis                                                  |
| 2021      | The Hot Zone                           | Matthew Ryker                        | 6 Episodis                                                       |
| TBD       | Pantheon                               | David                                | Veu. 8 Episodis                                                  |

### Videojocs
| Any  | Títol                                      | Personatge              |
| ---- | ------------------------------------------ | ----------------------- |
| 2006 | 24: The Game                               | Agent Tom Baker         |
| 2006 | Saints Row                                 | Johnny Gat              |
| 2006 | Scarface: The World is Yours               | Macau Fast Food manager |
| 2007 | Avatar: The Last Airbender – Burning Earth | General Fong            |
| 2008 | Saints Row 2                               | Johnny Gat              |
| 2010 | Apache Overdose Gangstar III               | Mac Silver              |
| 2011 | Saints Row: The Third                      | Johnny Gat              |
| 2013 | Saints Row IV                              | Johnny Gat              |
| 2013 | Apache Overdose Gangstar IV                | Mac Silver              |
| 2015 | Saints Row: Gat out of Hell                | Johnny Gat              |
| 2017 | Agents of Mayhem                           | Johnny Gat              |